# Cladocarpus sewelli
Cladocarpus sewelli is een hydroïdpoliep uit de familie Aglaopheniidae. De poliep komt uit het geslacht Cladocarpus. Cladocarpus sewelli werd in 1987 voor het eerst wetenschappelijk beschreven door Rees & Vervoort. 